# Michal Epstein
Michal Epstein (in ebraico מיכל אפשטיין‎?; Rehovot, 5 marzo 1981) è un'ex cestista israeliana.

## Carriera
Con Israele ha disputato tre edizioni dei Campionati europei (2003, 2009, 2011).